# Curta Criativo
O Curta Criativo é um concurso de curtas-metragens cujo objetivo é reconhecer novos talentos da indústria audiovisual, ao mesmo tempo em que estimula atividades de cunho cultural e fomenta a produção audiovisual do Rio de Janeiro. Realizada pelo Sesi Cultural Rio, a competição admite a participação de alunos e ex-alunos dos cursos técnico e livre, de graduação e pós-graduação em áreas específicas. Geralmente é possível inscrever obras em três gêneros diferentes: animação, ficção e documentário.

## Contexto
O concurso Curta Criativo, cuja primeira edição foi em 2008, é inspirado no conceito de Indústria Criativa – o conjunto de indústrias que usam a criatividade como diferencial em seu processo produtivo. Sendo assim, a indústria audiovisual faz parte dela.

## Participação
Para participar, basta acessar o blog do evento e fazer a inscrição, sem pagar nada. Ela se resume aos seguintes passos: preencher a ficha de participação, fazer o download do termo de autorização e incluir tudo relativo ao curta (sinopse, ficha técnica, termo assinado, declaração da faculdade ou curso, RG, comprovante de residência e o próprio curta-metragem). Todo o processo de inscrição é online, via blog.
Apesar de a inscrição ser individual, o filme pode ter sido produzido em coautoria, cabendo a apenas um responsável a aceitação do regulamento. Cada candidato só pode inscrever um filme no concurso. A competição, que busca novidade e “formas criativas de se contar uma história”,
 já entrou para o calendário de instituições como Universidade Veiga de Almeida
 e Escola de Comunicação da Universidade Federal do Rio de Janeiro.

## Outros pontos importantes
É permitida a captação em formatos diversos, tais como celular, DV, mini-DV, película, câmera digital, Hi8 e computação gráfica, sendo que o critério de avaliação da Comissão Julgadora inclui criatividade, originalidade e qualidade artística (do roteiro e da direção). Os vencedores recebem prêmios como quantia em dinheiro e oportunidade de estágio.
 Espera-se, assim, que cada ganhador conte com uma ajuda para realizar seu próximo filme e que os novos profissionais criativos consigam entrar no mercado de trabalho. Os primeiros lugares conquistaram os seguintes prêmios, no concurso de 2013:
| Colocação | Animação                                         | Documentário                                  | Ficção |
| --------- | ------------------------------------------------ | --------------------------------------------- | --- |
| 1o Lugar  | R$ 10.000                                        | R$ 10.000 + R$ 2.000 em serviços da Labo Cine | R$ 10.000 + R$ 3.000 em serviços da Labo Cine + Estágio remunerado na produtora de cinema Diler & Associados |
| 2o Lugar  | R$ 8.000 + Exibição do curta no site Porta Curta | R$ 8.000                                      | R$ 8.000 + Estágio no próximo longa da L. C. Barreto                                                         |

Em 2014, a novidade fica por conta de mais uma premiação: a de “Voto Popular”. Detalhe: o curta inscrito não pode ter sido premiado em outros concursos ou festivais de cinema, mas pode ter participado deles. Também estão vedados filmes promocionais, político-partidários e com conteúdo sexual explícito ou ofensivo.